# 広島信用金庫
広島信用金庫（ひろしましんようきんこ）は、広島県広島市中区に本店を置く信用金庫。愛称は「ひろしん」。

## 概要
広島市内および周辺地域に76店舗を展開し、預金量は中・四国地方の信用金庫の中で最大規模である。

## 沿革
- 1945年5月1日 - 三篠、広陵、広島第一、共立、共済、広石、昭和、牛田及び白島の9信用組合が合併して、新たに広島市信用組合が設立される。
- 1948年4月1日 - 広島信用組合となる。
- 1951年10月20日 - 信用金庫に転換、広島信用金庫に改組。
- 1998年11月9日 - 宮島信用金庫を合併。
- 2005年11月21日 - 大竹信用金庫を合併。
- 2022年12月19日 - この日から磁気の影響を受けにくい新しい通帳（Hi-Co通帳）を取扱開始した(Hi-Co通帳に対応していない信用金庫ATMではHi-Co通帳は使えない。)[1]。

## ATMについて
広島信用金庫のATM・CD（他の金融機関との共同ATM・CDを除く）では、他の信用金庫のキャッシュカードでも、「しんきんATMゼロネットサービス」により、平日8:45～18:00の入出金に限り手数料が無料となる。
また、広島銀行・もみじ銀行・JAバンク広島・JA広島信連のキャッシュカード（以上「ひろしまネットサービス」によるATM･CD相互無料提携金融機関）でも、平日8:45～18:00の出金は手数料が無料、平日8:00～8:45・18:00～21:00の出金、土曜・休日9:00～17:00の出金は手数料が110円となる。
近年では、ひろしんが自前で設置している店舗外ATMの削減を進めており、営業終了の告知をひろしんホームページ上にて公表している。

## 関連子会社
- ひろしんビジネスサービス株式会社
- ひろしん保証サービス株式会社